# Stan (średniowiecze)
Stan, stacja (gościtwa – na zachodnim Pomorzu) – w średniowieczu obowiązek utrzymania przejeżdżającego władcy, jego świty, dostojników i niższych urzędników, stanowiący powinność prawa książęcego.
W dobrach kościelnych ograniczony przywilejem łęczyckim 1180, następnie przez rozwój immunitetu, zanikł XIII–XIV w.